# CSM Lugoj
El CSM Lugoj es un equipo de fútbol de Rumania que juega en la Liga III, la tercera división de fútbol en el país.

## Historia
Fue fundado en el año 1920 en la ciudad de Lugoj del distrito de Timis con el nombre Vulturii Textila Lugoj y en 1934 logra el ascenso a la Liga II cuando anteriormente formaba parte de la liga regional de Banat.
En 1937 el club hace historia al clasificar a las semifinales de la Copa de Rumania en donde es eliminado por el Juventus Bucarest, misma temporada en la que consigue el ascenso a la Liga I por primera vez en su historia luego de que se expandiera la cantidad de equipos en la liga de 12 a 20. Lamentablemente para el equipo fue temporada de debut y despedida al terminar en séptimo lugar entre 10 equipos del grupo B.
Luego de pasar varios años en las ligas aficionadas de Rumania, el club desaparece en 2002, pero es refundado en 2009 como parte de la Liga V (quinta división).

## Palmarés
- Liga III (2): 1970–71, 1989–90
- Liga IV (3): 1968–69, 1983–84, 2011–12

## Nombres
| Nombre                 | Periodo       |
| ---------------------- | ------------- |
| Vulturii Lugoj         | 1920–1934     |
| Vulturii Textila Lugoj | 1934–1984     |
| CSM Lugoj              | 1984–1989     |
| Vulturii Lugoj         | 1989–2002     |
| CSM Lugoj              | 2009–2012     |
| Vulturii Lugoj         | 2012–2015     |
| CSM Lugoj              | 2015–presente |